# ايميليا داير
اميليا اليزابيث داير (بالإنجليزية: Amelia Dyer) قاتلة تسلسلية في إنكلترا خلال العصر الفيكتوري. وقد أعدمت شنقا لارتكابها جريمة قتل واحدة، ولكن ليس هناك شك في أنها كانت مسؤولة عن وفيات كثيرة، ربما تقارب من 400 جريمة أو أكثر  وذلك على مدى فترة 20 عاما. كانت أكثر سفاحة قتلت أطفال.

## الخلفية
حياتها ايميليا داير سفاحة أطفال إنجليزية ولدت عام 1838 في بلدة صغيرة بالقرب من مدينة بريستل الإنجليزية، ولدت وسط عائلة ميسورة الحال وهي ابنة صانع الأحذية الرئيس صامويل هوبلي وسارة هوبلي (نيي ويموث)، وكان ترتيبها الأخير من بين خمسة أشقاء. تعلمت أميليا القراءة والكتابة وطوّرت حبها للأدب والشعر.
توفيت والدتها عام 1848 بسبب مرض التيفود، وتوفي والدها عام 1861 فغادرت منزل العائلة في نفس السنة بسبب خلافات على الميراث بينها وين أشقاءها، تزوجت سريعًا بعد تركها للمنزل من رجل يكبرها بـ ثلاثين عامًا، عملت في مجال التمريض

## التمريض
بداية جرائمها بالرغم من عملها في مجال التمريض إلا أن عملها لم يكن يدر الكثير من المال عليها، فوجدت لنفسها مصدر رزق آخر بعد أن تعرفت على سيده تدعى «ايلين دان»، وهي صاحبة ملجآ للأطفال جنت ثروة صغيرة عن طريق توفير مأوى للنساء الحوامل (خارج اطار الزواج)
وعن طريق تربية الأطفال الغير شرعيين الذين كانوا يولدون عندها أو كانوا يرسلون إليها حتى تتبناهم، تعلمت ايميليا من السيدة ايلين كيف إدارة ملاجئ الأطفال، وتعلمت منها أيضًا كيف تتخلص من الأطفال.
بحيث كانت النساء في ذلك الزمان يرسلن لها أطفالهن الغير شرعيين حتى تعتني بهم مقابل مبلغ من المال، وكانت تقتلهم حتى تحتفظ بالمال لنفسها ولا تضطر لإنفاق أي شيء عليهم، ولكنها كانت تحتاج إلى شهادة وفاة حتى تستطيع دفن الأطفال.
وبذلك يجب عليها أخذهم إلى طبيب متمرس حتى يقرر سبب الوفاة، ولكن بما انهم أطفال غير شرعيين لم يهتم الأطباء بهم كثيرًا لذلك كانوا يقررون أن سبب وفاتهم سبب طبيعي بسبب سوء التغذية

## الخيوط الأولى
إلا انه في عام 1878 ارتاب أحد الأطباء في سبب وفاة أحد الأطفال وتقدم بشكوى ضدها أدت إلى إلقاء القبض عليها وتقديمها للمحكمة، ولكنها لم تحاكم بتهمة القتل بل بتهمة الإهمال فحصلت على حكم مخفف بالأعمال الشاقة لمدة ستة أشهر.
تركت هذه العقوبة أثرًا كبيرًا في نفس ايميليا حتى أنها قضت فترة من الزمان في مستشفى الأمراض العقلية، إلا أنها لم تكف عن عمليات قتل الأطفال ولكنها لم تلجأ للأطباء مرة أخرى بل كانت تتخلص منهم بطريقتها الخاصة وغالبًا ما كانت تقتلهم عن طريق خنقهم بشريط لاصق ومن ثم تضعهم في حقيبة جلدية وتلقي بهم في نهر التايمز، وقد استعملت ايميليا داير عدة أسماء مستعارة حتى لا تستطيع أمهات الأطفال أو الشرطة تعقبها وكانت تكثر من التنقل من مكان لآخر

## نهاية ايميليا داير
في شهر مارس من عام 1896 عثر ربان أحد قوارب الشحن على حقيبة صغيرة كانت طافية على مياه نهر التايمز قرب قرية بريدج الإنجليزية، وداخل الحقيبة كانت هناك رزمة ورقية تحتوي على جثة طفلة رضيعة متحللة، اخبر الربان الشرطة حول الحقيبة وبدأت تحقيقات مكثفة تبحث عن أي خيط يدل على صاحب هذه الجريمة، وبتفحص الأدلة لاحظ المحققون وجود كتابة دقيقة جدًا على حاشية الرزمة الورقية التي كانت داخل الحقيبة، وباستخدام العدسات المكبرة استطاع المحققون قراءة الكتابة
التي تضمن اسم امرأة تدعى «السيدة سميث» إلى جانب عنوان منزل في ريدنج، وقد قادهم العنوان إلى منزل ايميليا داير مباشرة، أخدت الشرطة تراقب منزل ايميليا لعدة أيام وقد قرروا نصب كمين لها، فكتبوا لها خطابًا مزيفًا من امرأة وهمية تقول أنها أم عازبة تبحث عن من يتبنى ابنتها الرضيعة مقابل مبلغ من المال، وبالفعل انطلت الخدعة على ايميليا التي سارعت بالرد على الرسالة وهي تعرض خدماتها وقد كتب في نهاية الرسالة بـ اسم «السيدة سميث»، وكان ذلك كافيًا لادانتها.
في قضية الطفلة الرضيعة التي عثر عليها في مياه التايمز، داهمت الشرطة منزلها وعثرت على المزيد من الأدلة التي تدينها بقتل المزيد من الأطفال وقد اكتشفوا أنها قتلت قرابة العشرين طفلًا خلال الأسابيع القليلة الماضية.
وبعملية حسابية بسيطة توصلوا إلى أن عدد الأطفال الذين قتلتهم خلال السنوات الماضية لا يقل عن 400 طفل وهو رقم قياسي لا ينافسها عليه أي من القتلة والسفاحين في أوروبا، وفي محاكمتها المحلفون لم يستغرقوا أكثر من اربع دقائق ونصف لادانة ايميليا داير، وفي العاشر من يونيو سنة 1896 أُعدمت ايميليا شنقًا.